# Kenedics József
Kenedics József, Kenedits (Üllő, Pest vm. 1756. január 1. – Szombathely, 1809. december 17.) megyei mérnök Vas vármegyében, térképész.

## Élete

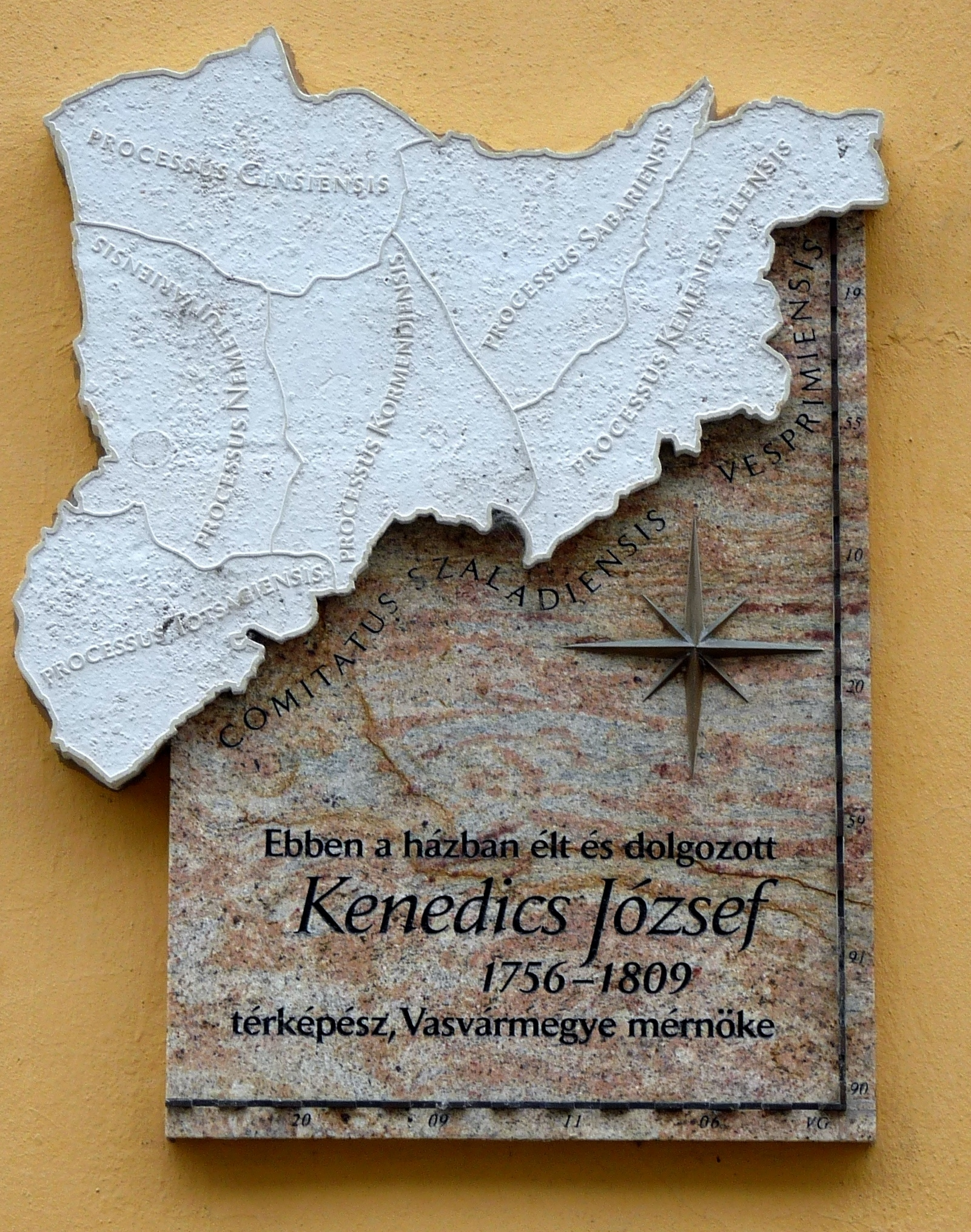
Emléktáblája Szombathelyen

Feltételezik, hogy a szempci Collegium Oeconomicumban szerzett oklevelet. 1777-től állt Vas vármegye szolgálatába, kezdetben mint földmérő, majd megyei mérnök, végül a vármegye hites geometrája. 1785-ben jelent meg Vas vármegyét ábrázoló nagyméretű falitérképe, 1807-ben pedig a szombathelyi egyházmegyét bemutató mappája. 1798-tól 1803-ig nagybirtokos családok számára is készített térképeket Vas vármegyei birtokokról. Számos Rába környékei felvételt készített Sátor Dániellel közösen. Görög Demeter vármegyei atlasza számára ő készítette el Vas vármegye átnézeti (1785) és úthálózati térképét (1790) később pedig a Rába-meder első összefüggő felvételét (1790 és 1800). 
A ferencrendiek szombathelyi templomának kriptájában helyezték örök nyugalomra.

## Munkái
1. Comitatus Custriferrei jussu ordinum ichnographice delineatus, J. E. Mansfeld sc. 1785. nagy íven. (Ez után készült a Görög Demeter Magyar Atlaszában Vas vármegye térképe. Bécs, 1802.)
2. Mappa dioecesis Sabariensis, per inclytos comitatus Castriferrei et Zaladiensem extensa in XV. districtus divisa... anno 1807. Del. per... Pestini, 1807. Metszette Karacs Ferencz. (Somogyi Lipót szombathelyi püspök költségén jelent meg.)